# Шокшинский диалект

Ареал шокшинского диалекта (E-V) на карте мордовских диалектов в Мордовии.

Шокшинский диалект (также шокшский, шокшанский, шокша-мордовский; самоназвание — шокшскень кяль) — диалект эрзянского языка, на котором говорит этническая группа шокшан. Распространён на северо-западе Мордовии, в Теньгушевском районе.
Долгое время развивался в окружении русских народных говоров и мокшанских диалектов. По этой причине в его словарном составе можно обнаружить много заимствованных лексем из русского языка. Шокшинский диалект, активно взаимодействуя с русскими народными говорами, заимствовал много слов из русского языка, которые, приспосабливаясь к его фонетической системе, получили новое звучание. Следует отметить, что большая часть русизмов адаптируется в шокшинском диалекте. Влияние мокшанского образовало целый ряд фонетико-морфологических особенностей.
По языковым особенностям к шокшинскому диалекту близки смешанные говоры, распространённые на юге Торбеевского района (сёла Дракино и Кажлодка и деревня Фёдоровка).